# Ashna Zaveri

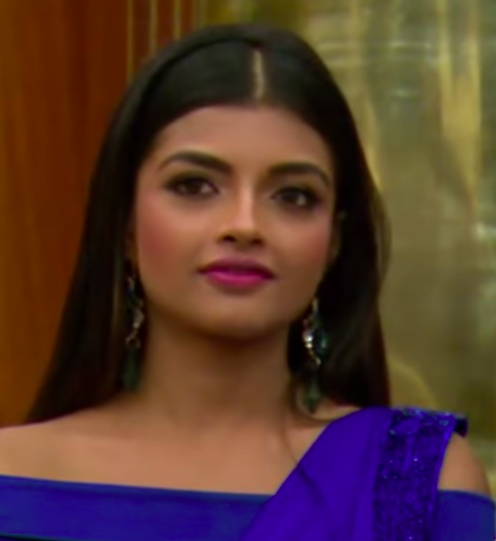
Ashna Zaveri

Ashna Zaveri (Marathi अश्ना झवेरी; * 18. Oktober 1993 in Bombay) ist eine indische Schauspielerin.

## Leben und Karriere
Zaveri wurde am 18. Oktober 1993 in Bombay geboren. Ihr Debüt gab sie 2014 in dem Film Vallavanukku Pullum Aayudham. Anschließend bekam sie 2015 in Inimey Ippadithan eine Hauptrolle. Außerdem wurde sie 2016 für den Film Meen Kuzhambum Mann Paanaiyum gecastet. Unter anderem trat sie 2018 in Nagesh Thiraiyarangam auf. 2023 spielte sie in Kannitheevu mit. Im selben Jahr war sie in der Serie MY3 zu sehen.

## Filmografie (Auswahl)
- 2014: Vallavanukku Pullum Aayudham
- 2015: Inimey Ippadithan
- 2016: Meen Kuzhambum Mann Paanaiyum
- 2017: Brahma.com
- 2018: Nagesh Thiraiyarangam
- 2018: Evanukku Engeyo Matcham Irukku
- 2022: Titanic: Kadhalum Kavunthu Pogum
- 2023: Kannitheevu
- 2023: MY3 (Fernsehserie)